# Jacques Germain Soufflot

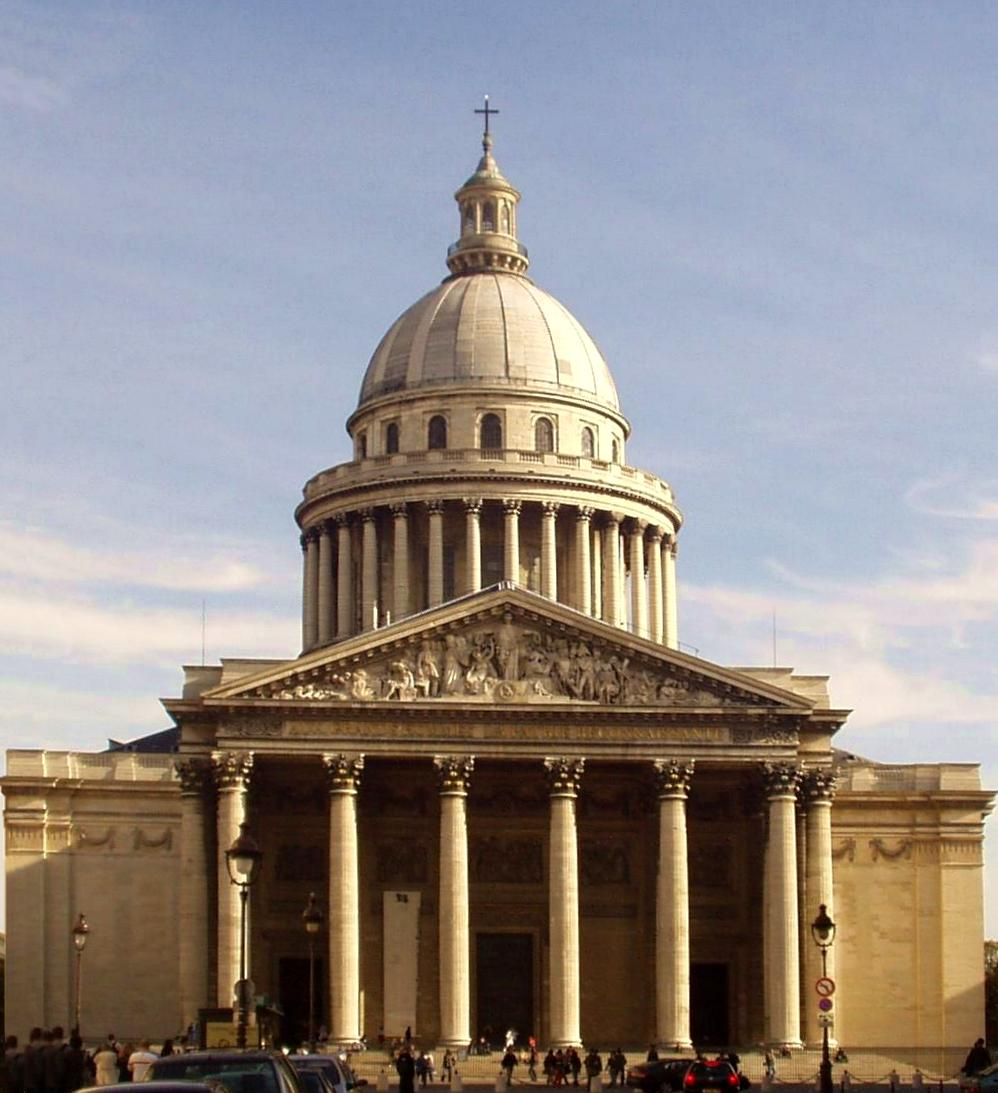
Panteon w Paryżu

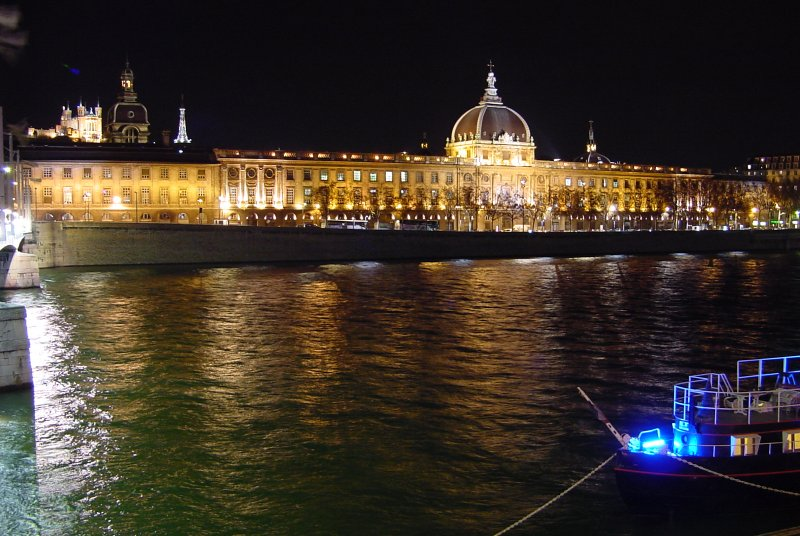
Hotel-Dieu w Lyonie

Jacques Germain Soufflot (ur. 22 lipca 1713 w Losar de la Vera, zm. 29 sierpnia 1780 w Paryżu) – francuski architekt klasycystyczny. Był jednym z pierwszych architektów, którzy w XVIII wieku podjęli badania nad architekturą starożytną. Wyjeżdżał m.in. do Włoch, gdzie brał czynny udział w pracach archeologicznych.
Twórca kościoła Św. Genowefy w Paryżu - Panteonu - mauzoleum wybitnych Francuzów).

## Inne projekty
- Hotel Marigny
- Hotel-Dieu w Lyonie